# Mort digne
Mort digne, mourir dignement, mourir dans la dignité ou mourir avec dignité est un concept éthique large, qui fait référence au processus de fin de vie en évitant la souffrance et en préservant le contrôle et l'autonomie. En général, il est souvent considéré comme une extension du concept de vie digne, dans lequel les personnes conservent leur dignité et leur liberté jusqu'à la fin de leur existence.
Bien qu'une mort digne puisse être naturelle et sans aucune forme d'assistance, le concept est souvent associé au droit de mourir, ainsi qu'à la défense de la légalisation de pratiques telles que l'euthanasie, le suicide assisté, la sédation terminale ou le refus de soins médicaux. Selon leurs défenseurs, la possibilité de telles pratiques garantirait une mort digne, permettant de prendre des décisions libres jusqu'au dernier moment et d'éviter une agonie inutile,.
En juin 2023, les Assises nationales sur la fin de vie sont organisées à la Sorbonne à Paris afin de lutter contre les préjugés et permettre des échanges et débats sur le sujet.